# Storthyngurella zenkevitchi
Storthyngurella zenkevitchi là một loài chân đều trong họ Munnopsidae. Loài này được Birstein miêu tả khoa học năm 1969.